# PILOT (expérience d'astrophysique)

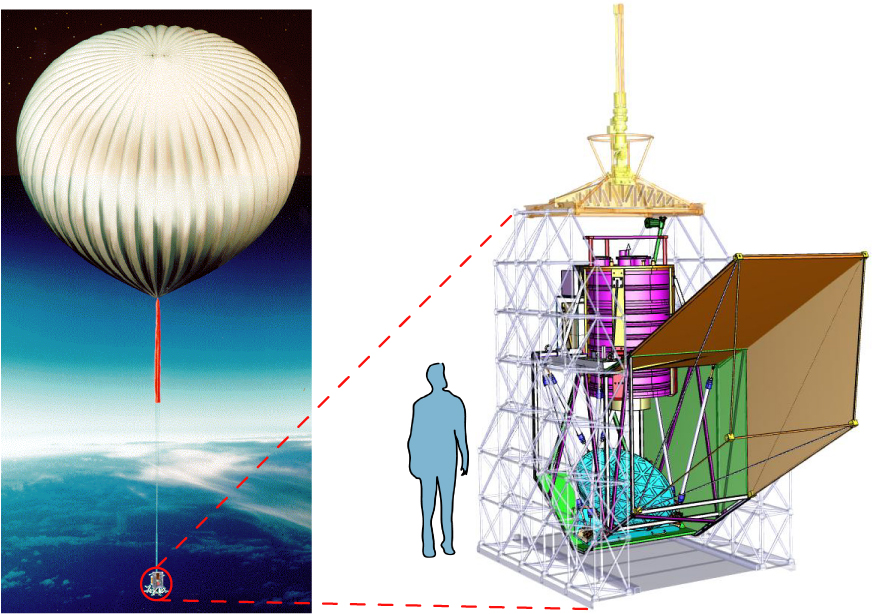
Schéma de la nacelle et du ballon stratosphérique.

PILOT (Polarized Instrument for Long wavelength Observation of the Tenuous interstellar medium) est une expérience d'astrophysique menée par l'Institut de Recherche en Astrophysique et Planétologie (IRAP). L'objectif de cette expérience scientifique est d'étudier l'émission polarisée des poussières interstellaires afin d'améliorer la cartographie de la polarisation du rayonnement fossile micro-onde. L'expérience est placée dans une nacelle (développée par le CNES) suspendue sous un ballon stratosphérique qui effectue des vols d'une journée dans la haute atmosphère avant d'être récupérée. Trois campagnes d'observation sont prévues entre 2015 et 2018 dont la première a  eu lieu en septembre 2015 à Timmins (Canada).

## Objectifs
L'objectif de l'expérience PILOT est de mesurer la polarisation de la lumière par les poussières interstellaires de la galaxie découlant de son champ magnétique. Les mesures sont effectuées avec une précision de quelques minutes d'arc. Les données recueillies permettront de mieux quantifier l'absorption du rayonnement fossile micro-onde par l'avant plan et d'améliorer les observations futures de celui-ci. Ce type d'expérience permet d'effectuer des mesures avec une précision proche de celle d'un instrument embarqué à bord d'un satellite mais pour un cout très nettement inférieur.

## Caractéristiques techniques
L'instrument scientifique et sa nacelle qui pèsent ensemble près d'une tonne sont embarqués sous un ballon stratosphérique d'un diamètre de 140 mètres et de 170 mètresde haut et de plus de 800 000 m3 de volume. L'ensemble comprend également un parachute qui est utilisé pour récupérer l'ensemble nacelle et instrument à la fin du vol. La nacelle d'une masse de 306 kg comprend une structure conçue pour amortir l'atterrissage. La nacelle est orientable en azimut. La nacelle emporte les différents équipements nécessaires pour permettre le fonctionnement de l'instrument et le recueil des données : système de production et de distribution de l'énergie, système de télécommunications, calculateurs
.

### L'instrument scientifique
L'observation s'effectue dans deux bandes spectrales à 240 μm et 550 μm. Le télescope est de type Grégory hors axe. La lumière est recueillie par un miroir primaire en aluminium de 830 mm de diamètre dont le réglage s'effectue au sol grâce à des vérins manuels (le réglage à distance a été abandonné en cours de projet). La lumière est réfléchie par un miroir secondaire puis analysée par un photomètre constitué de 1024 bolomètres maintenus à une température de  300 millikelvins grâce à un cryostat utilisant de l'hélium 3 liquide. Ce détecteur repose sur la technologie développée pour l'instrument HIFI embarqués sur les observatoires spatiaux Planck et Herschel. La direction de visée du télescope est déterminée grâce au viseur d'étoiles ESTADIUS (Estimateur STellaire d'Attitude DIUrne Stratosphérique) co-aligné avec l'instrument. L'ensemble pèse 528 kg dont environ 500 kg pour le photomètre.

## Déroulement d'un vol
Un vol se déroule sur 24 heures. Les réglages s'effectuent au sol en anticipant les déformations mécaniques liées aux températures rencontrées en vol. La nacelle monte jusqu'à une altitude 40 km à laquelle les molécules d'eau contenues dans l'atmosphère susceptibles de perturber les mesures sont suffisamment rares.

## Historique des vols
Les 2 premiers vols sont des vols de qualification de la nacelle générique CARMEN, du système de pointage de la nacelle et de l'instrument PILOT et du senseur stellaire diurne (ESTADIUS).
Les 3 autres vols sont les vols opérationnels de la nacelle PILOT qui embarque le télescope et l'instrument PILOT.

| Nom du vol                      | Site de lacher | Date de lacher | Heure de lacher (UTC) | Site d'atterrissage                        | Date d'atterrissage | Heure d'atterrissage (UTC) | Masse de la nacelle | Altitude au plafond | Durée de vol au plafond | Statut                              |
| ------------------------------- | --- | -------------- | --------------------- | ------------------------------------------ | ------------------- | -------------------------- | ------------------- | ------------------- | ----------------------- | ----------------------------------- |
| Vols de qualification effectués | |                |                       |                                            |                     |                            |                     |                     |                         |                                     |
| CARMEN 1                        | Timmins, Ontario (Canada) | 14-09-2013     | 05:27                 | 50 km N Amos, Québec (Canada)              | 14-09-2013          | ~18:30                     | 1100 kg             | 39.5 km             | 13 h                    | Échec (crash nacelle en fin de vol) |
| CARMEN 1                        | Qualification du senseur stellaire diurne. Problème d'ouverture parachute après séparation avec le ballon en fin de vol causant la perte de la nacelle à l'atterrissage. |                |                       |                                            |                     |                            |                     |                     |                         |                                     |
| CARMEN 2                        | Timmins, Ontario (Canada) | 19-09-2014     | 05:36                 | 70 km NE Amos, Québec (Canada)             | 19-09-2014          | ~21:30                     | 700 kg              | 36.5 km             | ~15 h                   | Succès                              |
| CARMEN 2                        | Qualification du nouveau système numérique de commande contrôle et du senseur stellaire diurne amélioré.                                                                 |                |                       |                                            |                     |                            |                     |                     |                         |                                     |
| Vols opérationnels effectués    | |                |                       |                                            |                     |                            |                     |                     |                         |                                     |
| PILOT 1                         | Timmins, Ontario (Canada) | 21-09-2015     | 00:57                 | 60 km NE Amos, Québec (Canada)             | 22-09-2015          | ~01:30                     | 1100 kg             | 39 km               | 24 h                    | Succès                              |
| PILOT 2                         | Alice Springs, Territoire du Nord (Australie) | 16-04-2017     | 15:50                 | 250 km W Longreach, Queensland (Australie) | 17-04-2017          | ~06:30                     | 1100 kg             | 40 km               | 33.5 h                  | Succès                              |
| Prochain vol planifié           | |                |                       |                                            |                     |                            |                     |                     |                         |                                     |
| PILOT 3                         | Timmins, Ontario (Canada) | 20-09-2019     | ?                     |                                            |                     |                            | 1100 kg             |                     |                         |                                     |

## Participants
PILOT est un projet international dont les deux principaux participants sont d'une part le CNES  qui fournit le financement, joue le rôle de maitrise d'ouvrage et développe la nacelle et le viseur d'étoiles et d'autre part l'Institut de recherche en astrophysique et planétologie (IRAP) responsable de l'instrument scientifique. Les autres contributeurs sont :
- L'IAS assure la maîtrise d'œuvre du photomètre.
- Le CEA fournit le plan focal.
- Les universités de Rome et de Cardiff qui fournissent des composants optiques submillimétriques.